# Rodrigo Sepúlveda Urzúa
Rodrigo Sepúlveda Urzúa (Santiago, 10 d'octubre de 1959) és un director, productor i guionista xilè de cinema i televisió.

## Biografia
Sepúlveda va estudiar Literatura en la Universitat de Xile, però, com volia ser cineasta, «va anar vinculant-se de poc amb el món de les càmeres: va treballar en l'ictus en una pel·lícula de Claudio di Girolamo i després amb Ricardo Larraín en la productora Filmocentro»
Va col·laborar en la campanya del No en el plebiscit de 1988 dirigint diversos trossos —
el seu interès en la política xilena es veuria reflectit més tard en altres col·laboracions seves, com la franja del Partit Socialista a les eleccions de 2009 i la direcció d'escena del Bicentenari de Xile a l'Estadi Nacional— i després es va dedicar a la publicitat.
Quan el conegut executiu de televisió Jaime d'Aguirre el va convidar a treballar en TVN, va acceptar immediatament; allí va dirigir alguns programes de conversa i després va passar a l'àrea dramàtica, on va treballar amb Vicente Sabatini com a assistent de direcció (Sucupira, Iorana i La Fiera,) i va crear en 2003 l'espai infantil Tronia. Després va passar al Canal 13, a l'àrea dramàtica, on va dirigir l'adaptació de diverses sèries.
Posteriorment va tornar a TVN (va dirigir alguns capítols de La canción de tu vida en 2012, es va exercir com a assessor de guions d'àrea de ficció i al novembre de 2014 va ser nomenat concretament com a productor executiu de l'àrea dramàtica del senyal estatal, després de la sortida de Alex Bowen. En 2016 és remogut del seu càrrec per una reestructuració de l'àrea dramàtica. En 2017 assumeix la direcció de continguts de la mateixa àrea.
Resideix en Santiago, però ha viscut anteriorment en altres ciutats com Buenos Aires i Antofagasta.

## El director
Formado a Xile i als Estats Units, el seu primer film va ser el curtmetratge La tarde mirando pájaros (1999), basat en el conte homònim de Carlos Cerda; va ser assistent de direcció del documental de Ricardo Larraín Pasos de baile (2000).
El seu primer llargmetratge, Un ladrón y su mujer (2001), está basat en un conte de Manuel Rojas i el protagonitzen Ramón Llao i Amparo Noguera. Sis anys més tard va estrenar Padre nuestro, film que, protagonitzat per Jaime Vadell i Francisco Pérez-Bannen, va competir els Premis Goya de l'any 2007 en la categoria de millor pel·lícula estrangera de parla hispana.
Aurora —amb Amparo Noguera i Luis Gnecco— és el següent llargmetratge de Sepúlveda. Estrenat en 2014, està basat en la història real d'una dona que troba un bebè mort en un basural i tracta d'adoptar-ho per a poder donar-li sepultura. El film ha estat gravat gairebé íntegrament al poble de Quintero. Va guanyar el SANFIC d'aquest any.
Ha desenvolupat una important labor com a director de televisió; és aquesta àrea destaca la direcció de l'adaptació de la sèrie argentina Los simuladores; Portales. La fuerza de los hechos, quart episodi de la minisèrie Héroes, i la creació de l'espai infantil Tronia. Premi Milton Friedman.
Sepúlveda ha incursionado també en la direcció teatral amb la reeixida obra Red, sobre el pintor Mark Rothko, de John Logan, estrenada el 10 d'octubre de 2013 al Teatro Mori Bellavista i protagonitzada per Gnecco i Martín Bacigalupo.

## Filmografia

### Director
Llargmetratges
- Un ladrón y su mujer, 2001
- Padre nuestro, 2006
- Aurora, 2014

Curtmetratges
- La tarde mirando pájaros, 8' 1999; basat en el conte homònim de Carlos Cerda

Televisió
- 1996 - La Buhardilla
- 1997 - Madre e hijo
- 2001 - Vigías del sur
- 2005 - Los simuladores
- 2007 - Portales: La fuerza de los hechos
- 2012 - La mujer saliendo del mar
- 2013 - En terapia, adaptació xilena de la sèrie estatunindenca pel canal 3TV, que finalment no va sortir[6]
- 2014 - Amor violento: Encuentro con un psicópata, 2n capítol (inspirat en la cançó de Los Tres) de la sèrie La canción de tu vida
- 2014 - Un año más: Locura sin límites, 5è capítol (inspirat en la cançó de Hernán Gallardo Pavéz interpretat per la Sonora Palacios) de la sèrie La canción de tu vida
- 2014 - Huele a peligro: Los celos e inseguridades de Natalia, 6è capítol (inspirat en la cançó de Myriam Hernández) de la sèrie La canción de tu vida
- 2014 - Loca: La obsesión no tiene limites, 7è capítol (inspirat en la cançó de Chico Trujillo) de la sèrie La canción de tu vida
- 2015 - La Poseída
- 2016 - Puro Chile
- 2016 - Por fin solos
- 2017 - 62: Historia de un mundial

### Guionista
- Padre nuestro
- No abras la puerta (telenovel·la)
- Caleta del sol  (telenovel·la)
- Aurora
- Dime quién fue (telenovel·la)
- Wena profe (telenovel·la)
- Amar a morir (telenovel·la)

## Premis
- Finalista de l'Altazor 2007 amb Padre nuestro
- Premi a la millor pel·lícula al Santiago Festival Internacional de Cine 2014